# Georg Henneberg

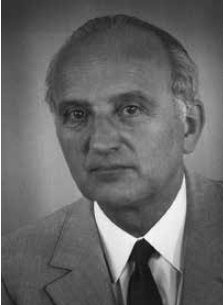
Georg Henneberg 1950er Jahre

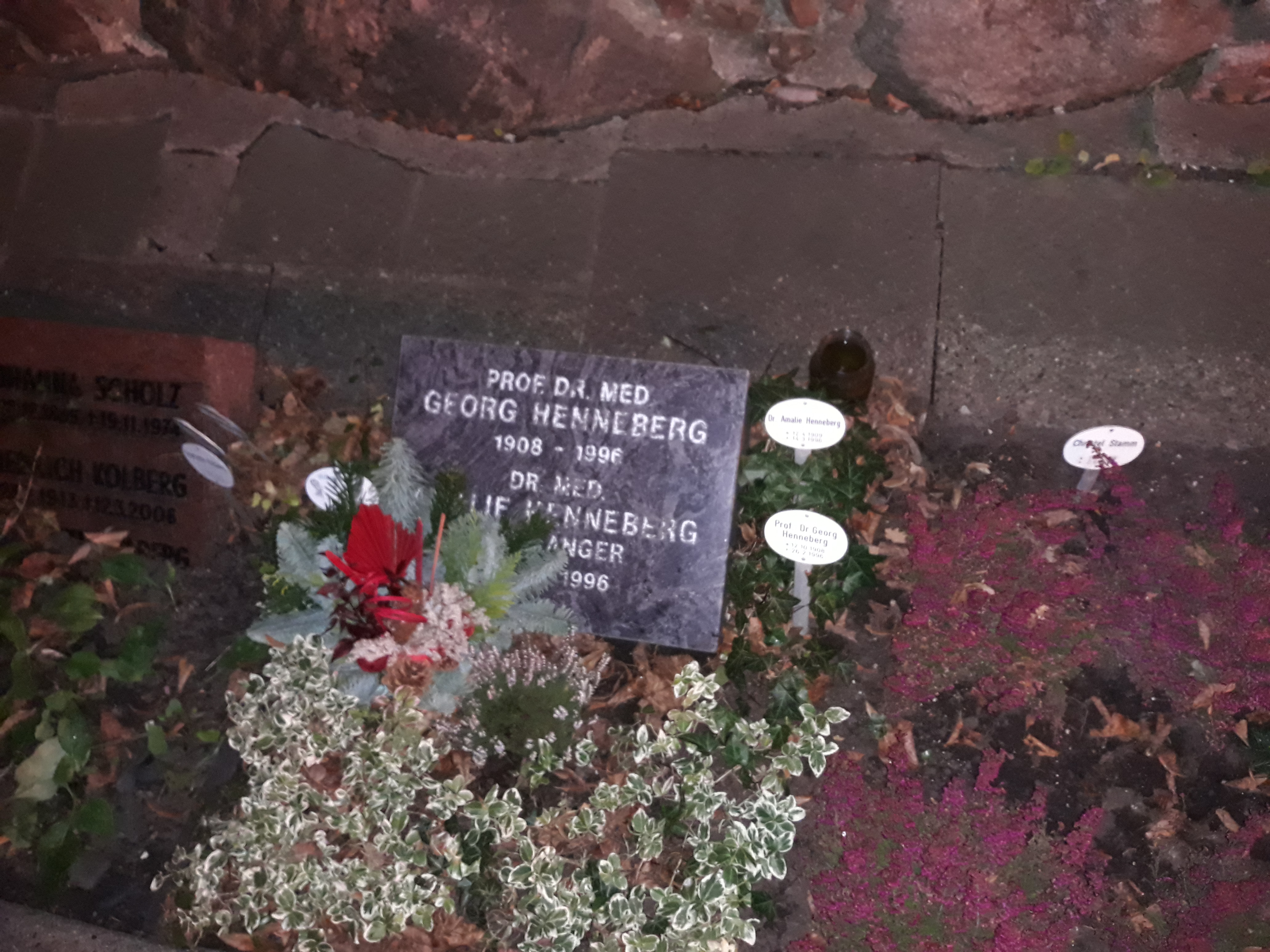
Das Grab von Georg Henneberg und seiner Ehefrau Amalie geborene Anger auf dem evangelischen St.-Annen-Kirchhof in Berlin-Dahlem.

Georg Henneberg (* 12. Oktober 1908 in Charlottenburg; † 26. Februar 1996 in Berlin) war ein deutscher Mediziner. Er war Präsident des Robert-Koch-Instituts und des Bundesgesundheitsamtes.

## Leben
Henneberg wurde als Sohn des Mikrobiologen Wilhelm Hermann Henneberg und seiner Frau Charlotte geboren. Nach dem Abitur studierte er in Kiel zunächst Naturwissenschaften und vom 4. Semester an Medizin. 1935 absolvierte er sein Staatsexamen. Im selben Jahr promoviert, ging er als Volontärsassistent an das Hygiene-Institut der Universität Kiel. Schließlich beantragte er seine Approbation als Arzt. Nach den Nürnberger Gesetzen war dazu in der NS-Zeit ein Abstammungsnachweis erforderlich. Da der Großvater seiner Mutter in der NS-Zeit als Jude galt, wurde ihm die Zulassung verweigert. Henneberg protestierte beim Berliner Innenministerium gegen diesen Bescheid. Schließlich setzten sich die Professoren Victor Klingmüller (1870–1942) in Kiel und Ernst Rodebach (Heidelberg) für ihn ein, und er erhielt 1936 seine Approbation. Weder beim Kieler Hygiene-Institut noch beim Reichsgesundheitsamt, wo er sich bewarb, erhielt er jedoch eine Stelle, da er als „jüdisch versippt“ galt. Schließlich fand er Arbeit bei der Berliner Schering AG, wo er die bakteriologische Abteilung leitete. Er war bis zum Kriegsende hauptsächlich mit der Entwicklung und Erprobung biologischer Präparate sowie der Herstellung von Impfstoffen befasst.
Am 1. August 1945 wurde er Leiter der Virologischen Abteilung des Berliner Robert-Koch-Instituts und am 1. März 1955 – nach Durchlaufen einer beachtenswerten Folge leitender Tätigkeiten – 1. Direktor und Professor am Bundesgesundheitsamt. Henneberg habilitierte sich 1950 an der FU Berlin und lehrte zeitweise an der Universität Freiburg. In seiner Zeit beim Robert-Koch-Institut war Wolfgang Waterstraat sein wissenschaftlicher Assistent, der 1952 durch Ost-Berliner Polizei gekidnappt und später in der UdSSR hingerichtet wurde. Von 1952 bis 1969 war Henneberg Präsident des Robert-Koch-Instituts, das 1952 Teil des Bundesgesundheitsamtes wurde. Am 19. April 1960 wurde er Vizepräsident und am 1. Dezember 1969 auch Präsident des Bundesgesundheitsamtes, der er bis 1974 blieb.
Nach dem Ausscheiden von Otto Lentz führte er für mehrere Jahre das Hygiene-Institut der Freien Universität (FU) Berlin. Er erhielt die Venia legendi für das Fach Hygiene an der FU Berlin und am 22. Juli 1956 den Titel eines Apl. Professors.
Henneberg war Mitglied zahlreicher wissenschaftlicher Beiräte sowie vieler in- und ausländischer Kommissionen, ferner Ehrendoktor des Kitasato-Instituts in Tokio, Ehrenmitglied der Österreichischen Gesellschaft für Hygiene, Mikrobiologie und Präventivmedizin sowie der Hellenischen Mikrobiologischen und Hygienischen Gesellschaft.
Sein besonderes Interesse betraf die deutsch-griechischen Beziehungen, die er durch sein Engagement in der Deutsch-Griechischen Gesellschaft Berlin bekundete. Er trat der Gesellschaft 1962 bei und war von 1974 bis 1989 deren Präsident. Über mehrere Jahre hielt er ein Kolleg ab an den Universitäten von Athen und Thessaloniki und hielt Vorträge vor der Hellenischen Mikrobiologischen und Hygienischen Gesellschaft. Die medizinische Fakultät der Universität von Thessaloniki erhielt ca. 200 Bände der von ihm redigierten wissenschaftlichen Zeitschrift „Zentralblatt für Bakteriologie, Mikrobiologie und Hygiene“.
Die 1994 verfügte Auflösung des Bundesgesundheitsamts durch Minister Horst Seehofer im Gefolge der Aids-Affäre überschattete den Lebensabend des Wissenschaftlers. Er protestierte gegen die Pläne des Gesundheitsministeriums zur Demontage und kämpfte für die Erhaltung der 118 Jahre alten Institution ‚Bundesgesundheitsamt‘, zu der „sein“ Robert-Koch-Institut gehörte. Hennebergs Protest blieb bei den Bonner Politikern ebenso ungehört wie die Einwände sämtlicher anderer ernst zu nehmender Gutachter gegen die Zerschlagung des Amtes.
Henneberg blieb auch in hohem Alter noch aktiv. Durch einen Verkehrsunfall auf dem Konstanzer Marktplatz erlitten er und seine Frau schwere Verletzungen, an denen er am 26. Februar 1996 im Alter von 87 Jahren starb. Am 14. März 1996 folgte ihm seine Frau Amalie Henneberg.

## Ehrungen
- Wahl in die Deutsche Akademie der Naturforscher Leopoldina (1968)
- Verdienstorden der Bundesrepublik Deutschland, Verdienstkreuz 1. Klasse (1968)
- Großes Bundesverdienstkreuz (1974)

## Veröffentlichungen
- Einführung in die bakteriologische Untersuchungstechnik zur Penicillintherapie : Versuche zur Demonstration biologischer Eigenschaften des Penicillins, 2. erweiterte Auflage, G.-Fischer-Verlag, Jena 1949
- (Hrsg.): Weg, Ziel und Grenzen der Streptomycintherapie : Unter besonderer Berücksichtigung der chemotherapeutisch bedingten Veränderungen in Klinik und Pathologie der Tuberkulose.(Nach den Ergebnissen in Berliner Kliniken von den Mitgliedern des Streptomycinkomitees und ihren Mitarbeitern), Berlin : de Gruyter, Berlin 1953
- (Hrsg. gemeinsam mit Hartwich Köhler): Praktikum der Virusdiagnostik, Stuttgart : G. Fischer, Stuttgart 1961
- (Hrsg.): Masernschutzimpfung : Gutachten des Bundesgesundheitsamtes nach dem Stand vom Oktober 1968, Springer, Berlin ; Heidelberg ; New York 1969, (Reihe: Abhandlungen aus dem Bundesgesundheitsamt ; H. 8)
- Die Geschichte der Stiftung für experimentelle Therapie – Aronson-Stiftung, Berlin, Selbstverlag 1980